# Tableta (computadora)

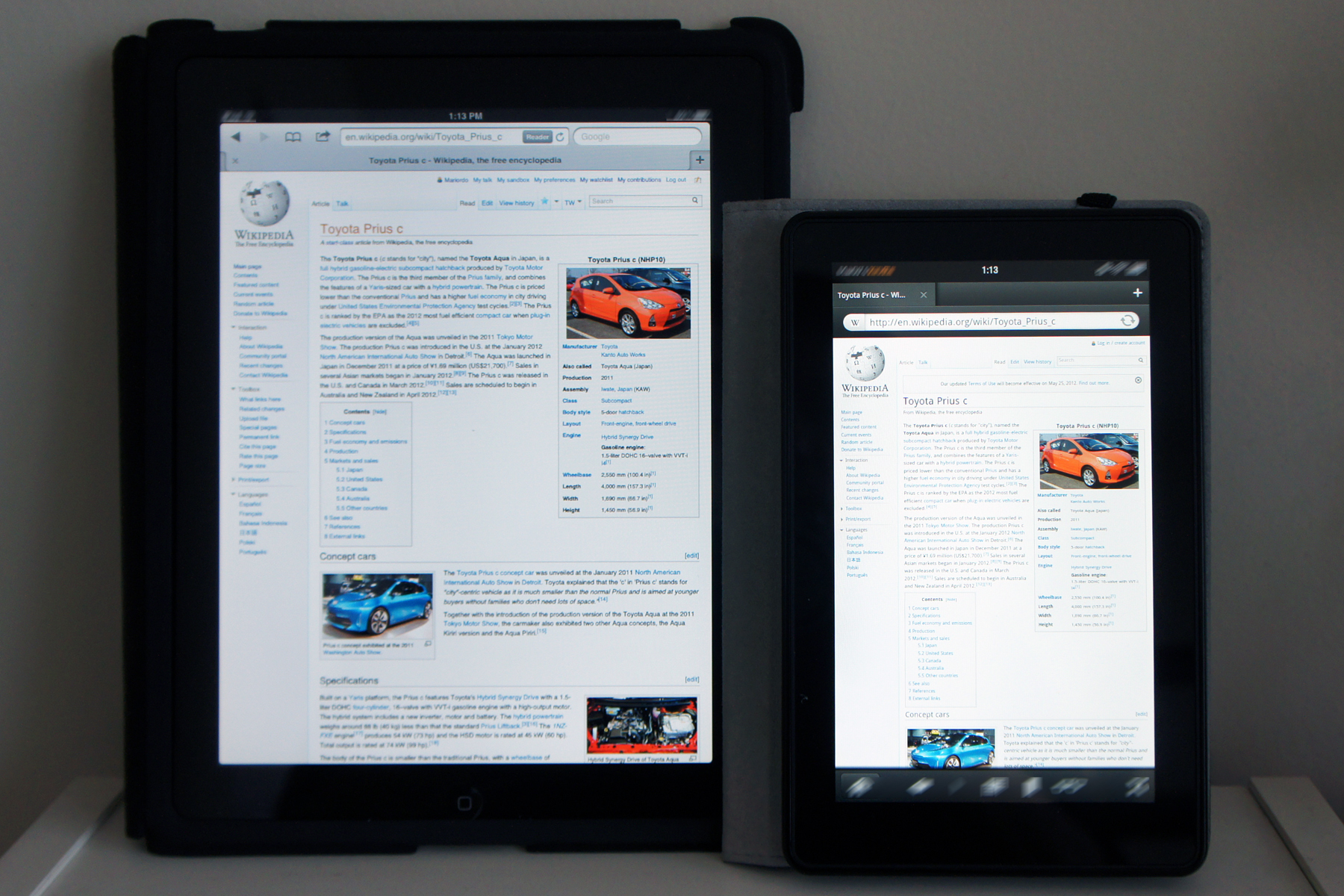
A la izquierda un iPad de Apple, a la derecha una Fire de Amazon.

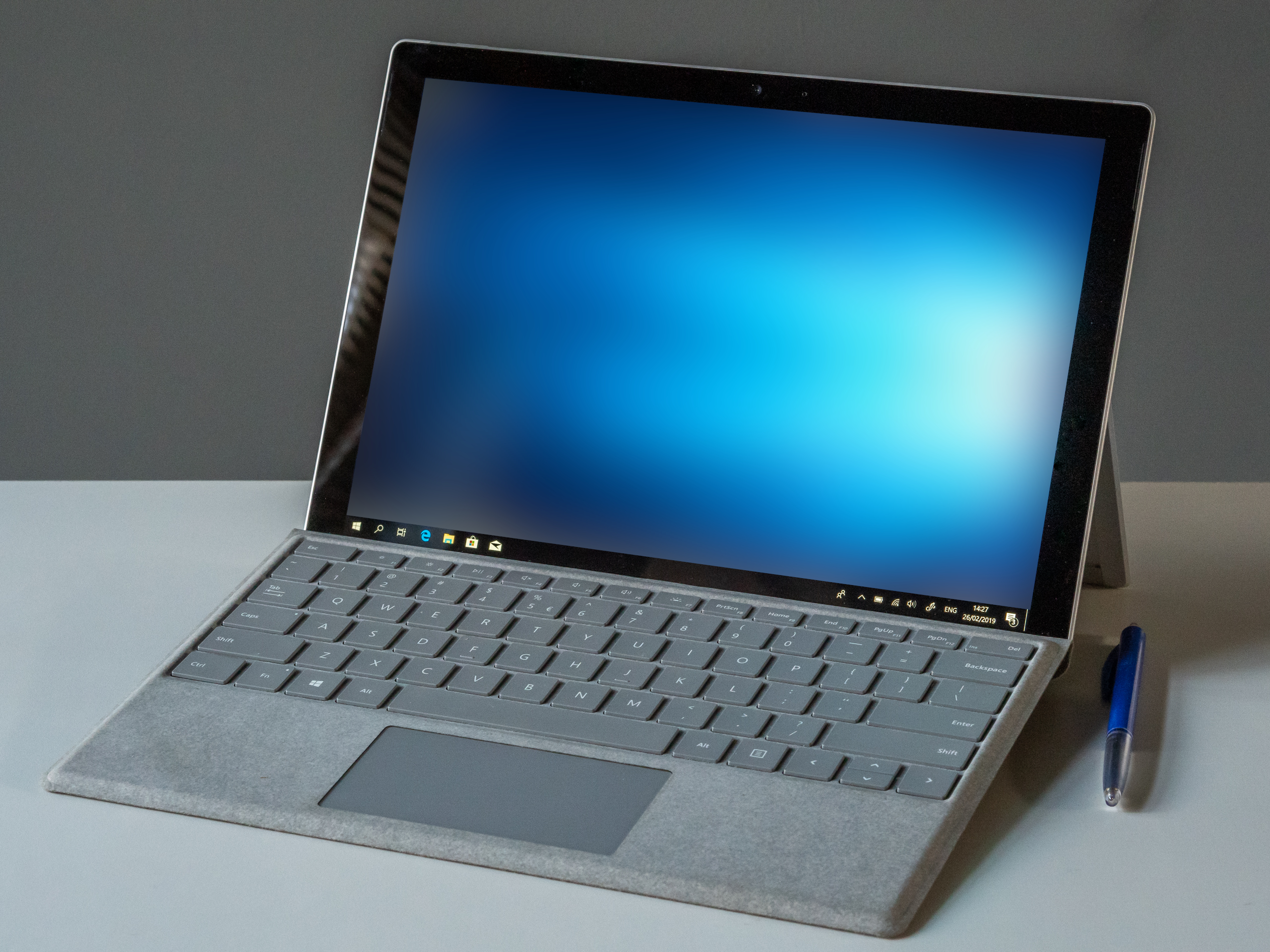
Surface Pro de Microsoft con su teclado Type Cover.

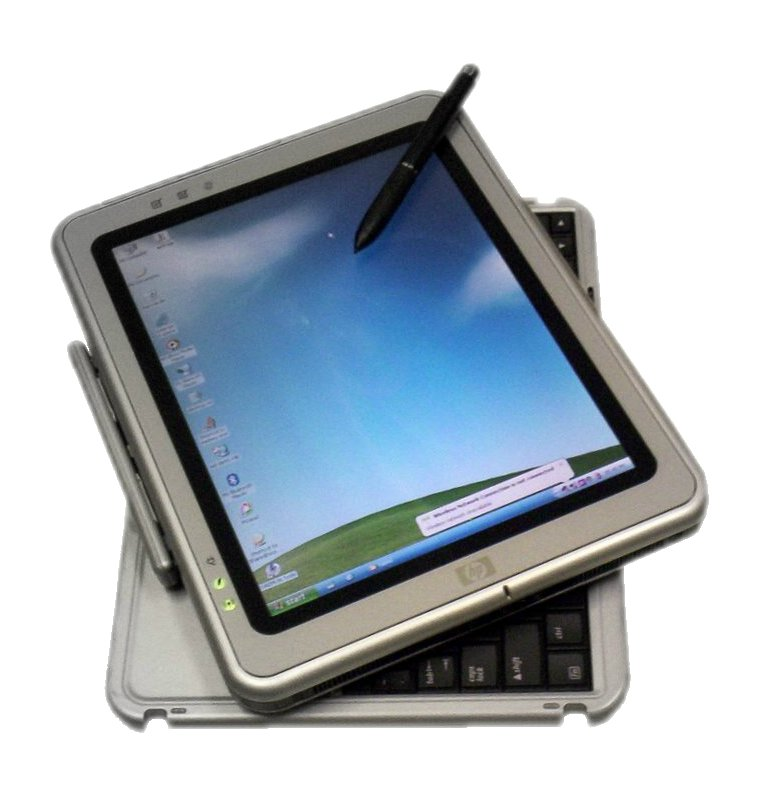
Compaq Tablet PC de HP, dado a conocer en 2001.

Una tableta, en muchos lugares también llamada por el anglicismo tablet, es un dispositivo electrónico portátil de mayor tamaño que un teléfono inteligente o un PDA, se trata de una sola pieza que integra una pantalla táctil (sencilla o multitáctil) que emite luz y con la que se interactúa primariamente con los dedos o un estilete (pasivo o activo), sin necesidad de teclado físico ni ratón. Estos últimos se ven reemplazados por un teclado virtual y, en determinados modelos, por un mini trackball o "bola de seguimiento" integrada en uno de los bordes de la pantalla. En su interior alberga todos los componentes oportunos para funcionar, puede tener la cpu interna o como periférico, siendo su utilidad mayor que la de un móvil pero a su vez menor a la de un ordenador portátil, resultando ser su portabilidad  sencilla y exitosa.
El término puede aplicarse a una variedad de formatos que difieren en el tamaño o la posición de la pantalla con respecto a un teclado. El formato estándar se llama pizarra (slate), habitualmente de 7 a 21 pulgadas, y carece de teclado integrado aunque puede conectarse a uno inalámbrico (por ejemplo, Bluetooth) o mediante un cable USB (muchos sistemas operativos reconocen directamente teclados y ratones USB).
Las minitabletas son similares pero de menor tamaño, frecuentemente de 7 a 8 pulgadas. Otro formato es el portátil convertible, que dispone de un teclado físico que gira sobre una bisagra o se desliza debajo de la pantalla, pudiéndose manejar como un portátil clásico o bien como una tableta. Lo mismo sucede con los aparatos de formato híbrido, que disponen de un teclado físico pero pueden separarse de él para comportarse como una pizarra.
Los booklets incluyen dos pantallas, al menos una de ellas táctil, mostrando en ella un teclado virtual.
Los tabléfonos son teléfonos inteligentes grandes y combinan las características de estos con las de las tabletas, o emplean parte de ambas.
El término "Touch" aparece con el uso de estos dispositivos. Manejar la pantalla es más sencillo y rápido que manejar un ratón.

## Historia
Los primeros ejemplos del concepto «tableta de información» se mostraron en la película 2001, odisea del espacio (de 1968), y también la serie Star Trek (de los años sesenta). Probablemente basado en estas tabletas de ficción, Alan Kay desarrolló el concepto Dynabook (en 1972), aunque la tecnología de la época no le daba posibilidad de construir un dispositivo funcional.[cita requerida] Alan Kay diseñó un aparato similar a lo que hoy en día es un notebook, que tendría una batería de larga duración y un software que facilitaría el acceso digital a niños. Pero en su mayoría fue financiado con otros fines no educativos: proveer de un sistema de información militar portátil.
En 1987, Apple Computer presentó un video conceptual acerca del Knowledge Navigator, una tableta futurista con un navegador diseñado para mejorar aún más la creatividad del individuo, y que respondía ante comandos de voz; este dispositivo está descrito más detalladamente en el libro Odyssey: Pepsi to Apple de John Sculley (que en ese entonces era CEO de Apple). En 1993 la misma compañía presentó la línea Newton y eMate 300 sin embargo su elevado precio y problemas con el producto provocaron la cancelación en 1998.
Sin embargo los primeros dispositivos verdaderos, solo aparecieron a principios del siglo XXI. Microsoft lanzó la Microsoft Tablet PC que licenciaba a varios fabricantes las tabletas.
En 2001, la empresa finlandesa Nokia desarrolló un prototipo de tableta, la Nokia 510 webtablet, de dos kilos y medio de peso y una pantalla táctil de diez pulgadas. De forma independiente Microsoft presentó en el mismo año Mira (después llamado Tablet PC), una línea de productos con pantallas sin teclado y laptops convertibles de tamaño 15 pulgadas en diagonal, aunque a precios elevados (el modelo "básico" costaba $1000 dólares estadounidenses) relativamente poco éxito logró crear un nicho de mercado en hospitales y negocios móviles (por ejemplo, en puntos de venta). Los Ultra Mobile PC, más pequeños, también pueden entrar en la categoría de Tableta, la mayoría tenía teclados deslizables debajo de la pantalla y capacidad táctil. 
En 2010, la empresa Apple presentó el iPad, basado en su exitoso iPhone, y alcanzó el éxito comercial.
A la fecha de octubre de 2016, prácticamente todos los fabricantes de equipos electrónicos han incursionado en la producción de tabletas (por ejemplo, Apple, Google, Polaroid, Samsung, LG, Sony, Toshiba, Acer, Huawei, Lenovo, TCL, Hewlett-Packard, Microsoft, Xiaomi, Hyundai, Amazon Fire, Microlab, Amlogic y Compaq, por mencionar algunos), lo cual ha generado que el mercado se vea inundado de una inmensa cantidad de tabletas con diferentes tamaños, aplicaciones, precios y sistemas operativos. Esto ha dado lugar a lo que muchos medios de comunicación y analistas de tecnología han calificado como la «guerra de las tabletas».
Para el año 2018, la empresa China Xiaomi caracterizada por desarrollar y vender teléfonos inteligentes con un sistema operativo basado en Android y otros productos electrónicos, lanzó al mercado la nueva tableta Mi Pad 4 Plus. Llegando a ser muy cotizados por sus consumidores. En los últimos meses del año 2019 el mercado de las tabletas «poco a poco ha ido decayendo», ya sea por la creciente demanda de teléfonos inteligentes o la gran evolución en cuanto a dimensiones y peso se refiere que han dado los portátiles.

## Utilidades

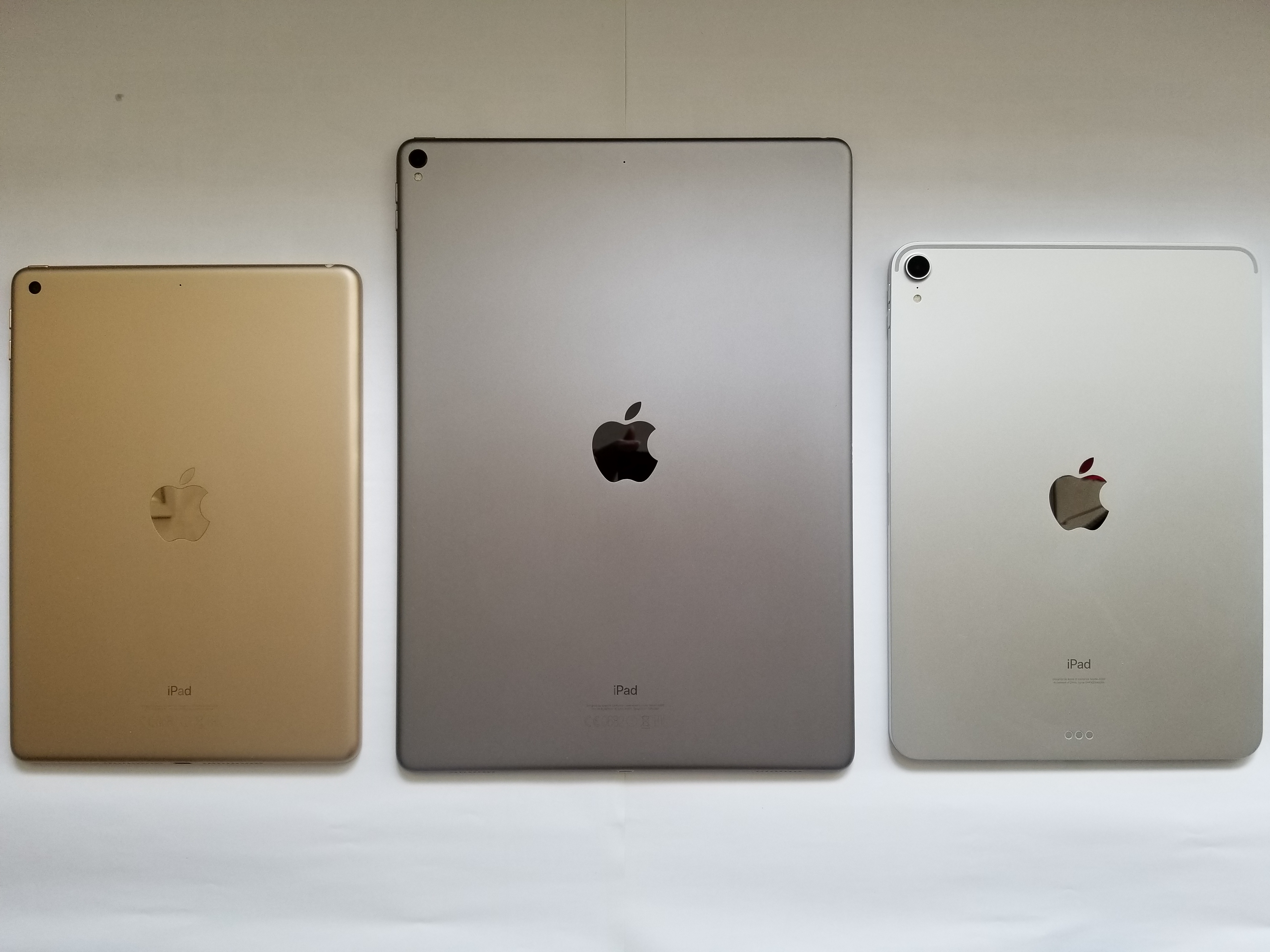
iPad, iPad Pro.

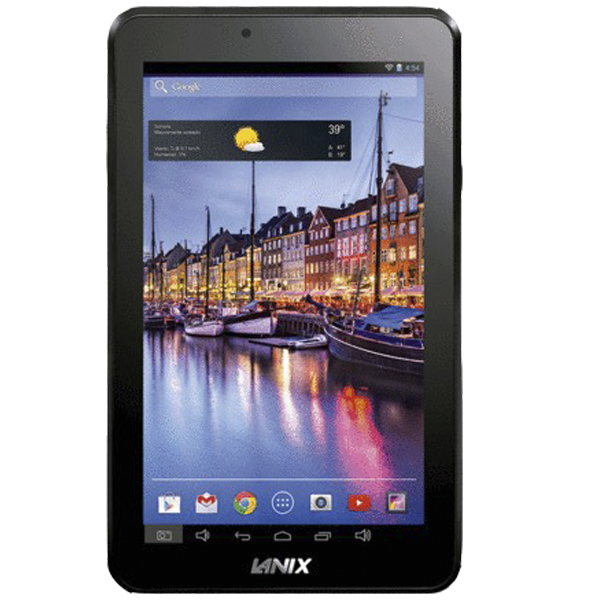
Ilium Pad i7.

- Lectura de libros electrónicos compitiendo con los lectores de Libros electrónicos.[16]
- Lectura sin conexión de páginas web (p. ejemplo, con el navegador Opera).
- Lectura de cómics.
- Consulta y edición de documentos de suites ofimáticas.
- Navegación web (mediante Wi-Fi, USB o 3G interno).
- Envío y recepción de correo electrónico y utilización de redes sociales y foros.[17]
- Uso del GPS, visualizador de mapas, trazador de rutas y sensores de entorno.[17]
- Llamadas telefónicas, si son 3G, sustituyendo así al teléfono móvil; se suele utilizar un manos libre bluetooth.
- GPS.
- Reproducción de música.
- Visualización de vídeos y películas, cargadas desde la memoria interna, memoria o disco duro USB o Wi-Drive y con salida mini-HDMI.
- Cámara web fotográfica y de vídeo HD.
- Videoconferencia.

La tableta funciona como una computadora, solo que más ligera en peso y más orientada al multimedia, lectura de contenidos y a la navegación web que a usos profesionales. Para que pueda leerse una memoria o disco duro externo USB, debe contar con USB On-The-Go, también denominado USB Host.
La tableta puede almacenar la información en la memoria interna, memoria externa SD o en los espacios “en la nube”. Además puede intercambiar información con otros dispositivos, con conexiones inalámbricas y en algunas excepciones con USB.
Dependiendo del sistema operativo que implementen y su configuración, al conectarse por USB a un ordenador, se pueden presentar como dispositivos de almacenamiento, mostrando solo la posible tarjeta de memoria conectada, la memoria flash interna, incluso la flash ROM. Por ejemplo en Android el usuario debe de activar el modo de dispositivo de almacenamiento, apareciendo mientras como una ranura sin tarjeta.
Algunas tabletas poseen conectores minijack de 3.5, VGA o HDMI para poder conectarse a un televisor o a un monitor de computadora.

## Comparación con computadores portátiles
Las ventajas y desventajas de las tabletas dependen en gran medida de opiniones subjetivas. Lo que atrae a un usuario puede ser exactamente lo que decepciona a otro. Las siguientes son las opiniones habituales de comparación entre las tabletas y los computadores portátiles:

### Ventajas
- Su facilidad de uso en entornos donde resulta complicado un teclado y un ratón, como en la cama, de pie, o el manejo con una sola mano (portabilidad).
- Su peso ligero. Los modelos de menor potencia pueden funcionar de manera similar a los dispositivos de lectura tales como el Kindle de Amazon.
- El entorno táctil hace que en ciertos contextos —como en la manipulación de imágenes, música o juegos— el trabajo sea más fácil que con el uso de un teclado y un ratón.
- Facilita la realización de dibujos digitales y edición de imágenes pues resulta más preciso e intuitivo que pintar o dibujar con el ratón.
- Facilita y agiliza la posibilidad de agregar signos matemáticos, diagramas y símbolos.
- Permite (con el software adecuado) la interacción con diferentes teclados sin importar su ubicación.
- Para algunos usuarios resulta más interactivo y agradable usar un lápiz, una pluma o el dedo para apuntar y pulsar sobre la pantalla, en lugar de utilizar un ratón o un touchpad.
- La duración de la batería es mucho mayor que la de una computadora portátil.
- Mejora los aprendizajes en la medida en que se emplea como herramienta para proyectar diferentes aplicaciones educativas en la educación en línea.
- Las tabletas basadas en procesadores X86 tanto en 32 como en 64 bits pueden ser alternativas a las PC´s comunes puesto que se les puede instalar Microsoft Windows o distribuciones de Linux de escritorio con relativa similitud (pueden ser desde una barrita USB o un CD conectado por el puerto USB de la misma) por tanto pueden ser PC´s de rango medio bajo con memoria RAM fija.

La tableta puede utilizarse también como escáner portátil gracias a la cámara integrada mediante el uso de aplicaciones como Camscanner y Scannable. Además, permite fotografiar y guardar una gran cantidad de documentos.

### Desventajas
- Precio superior: Debido a la complejidad de la pantalla (mecanismo de rotación y la tecnología táctil), una tableta será más cara que un portátil con especificaciones de hardware similar. Por otro lado, un portátil convertible en tableta puede costar mucho más que un computador portátil convencional, a pesar de que se ha previsto un descenso en el precio de los convertibles que ya se están aplicando desde el año 2014, cuando las tabletas convertibles se han empezado a hacer populares.
- Velocidad de interacción: la escritura a mano sobre la pantalla, o escribir en un teclado virtual, puede ser significativamente más lento que la velocidad de escritura en un teclado convencional, que puede llegar hasta las 50 a 150 palabras por minuto. Sin embargo, tecnologías como SlideIT, Swype y otras similares hacen un esfuerzo para reducir esta diferencia. Algunos dispositivos también soportan teclados externos (por ejemplo: el IPad puede aceptar teclados USB y Bluetooth a través del Kit de conexión de cámara).
- Comodidad (ergonomía): una tableta no ofrece espacio para el descanso de la muñeca (aunque con algunos softwares se intenta remediar esto mediante una tecnología conocida como palm rejection, la cual hace que no haya reacción ante el toque de la palma de la mano sobre la pantalla; y por tanto, permite apoyar la mano a la hora de utilizar un stylus). Además, el usuario tendrá que mover su brazo constantemente mientras escribe.
- Menor capacidad de vídeo: la mayoría de las tabletas están equipadas con procesadores gráficos incorporados en lugar de tarjetas de vídeo. En julio de 2010, la única tableta con tarjeta de vídeo era la HP TouchSmart tm2t, para la que puede adquirirse la ATI Mobility Radeon HD5450 como una adición opcional.
- Riesgos en la pantalla: las pantallas de las tabletas se manipulan más que las de los portátiles convencionales, sin embargo, muchas están fabricadas de manera similar. Además, puesto que las pantallas también sirven como dispositivos de interacción, corren un mayor riesgo de daños debido a los golpes y al mal uso.
- Riesgo en la bisagra: la bisagra de un portátil convertible en tableta usualmente necesita girar sobre dos ejes, a diferencia de la pantalla de un portátil normal, lo cual aumenta las posibilidades de fallos mecánicos o eléctricos (cables de transmisión y de vídeo, antenas WiFi integradas, etc).

## MiniPC
Las miniPC tienen el aspecto de un pendrive USB. En sus pequeñas dimensiones integran un puerto HDMI, el cual es capaz de dar una salida de vídeo 1080 p para vídeo de alta definición. También cuentan con puerto USB y microUSB (a los que se puede conectar un disco duro o teclado), otro puerto microSD y disponen de conectividad interna Wi-Fi 802.11 b/g.
El precio suele ser más asequible en comparación con el de las tabletas, al no incluir pantalla. Los principales tipos de miniPC son:
- Tabletas
- Teléfonos inteligentes
- Netbook
- Almohadillas de pantalla táctil
- iPod

Tabla comparativa:
| Computadora central                                                                                   | Mini Pc                                                                                             |
| --- | --------------------------------------------------------------------------------------------------- |
| Gran tamaño de disco.                                                                                 | Tamaño de disco pequeño.                                                                            |
| Gran almacenamiento de memoria.                                                                       | Pequeño almacenamiento de memoria.                                                                  |
| La velocidad de procesamiento de la computadora mainframe es más rápida que la de la minicomputadora. | La velocidad de procesamiento de la mini computadora es más lenta que la de la computadora central. |
| El costo es mayor o más elevado.                                                                      | El costo menor o es económico.                                                                      |
| El primer microordenador fue inventado por Bill Pentz.                                                | IBM inventa la primera computadora mainframe exitosa.                                               |
| Miles o millones de usuarios simultáneamente.                                                         | Admiten cientos de usuarios a la vez                                                                |

## Sistemas operativos
Las tabletas, al igual que los computadores tradicionales, pueden funcionar con diferentes sistemas operativos (SO). Estos se dividen en dos clases:
- Sistemas operativos basados en el escritorio de un computador tradicional y
- Sistemas operativos pos-PC (similares a los SO de los teléfonos móviles inteligentes).

Para la primera clase, los SO más populares son el Windows de Microsoft y una variedad de sistemas de Linux. HP está desarrollando tabletas orientadas a las necesidades empresariales basadas en Windows y tabletas orientadas al consumidor personal basadas en webOS.
Para la segunda clase, los SO más populares incluyen el iOS de Apple y el Android de Google. Muchos fabricantes también están probando productos con Windows 8, con el Chrome OS de Google y con otros varios. Una breve síntesis, en el iOS de Apple hay que tener en cuenta hay que adaptarse a su funcionamiento, se debe pasar por su iTunes, aceptar sus conversiones y limitaciones en cuanto a personalización, usuario y acceso al trabajo; Android de Google, el mejor beneficio de este sistema es la versatilidad. Respecto a Windows 8, está preparado para su uso en dispositivos táctiles, pero en comparación con otros sistemas optimizados para el uso táctil, no es recomendable.

### Lista de sistemas operativos
La siguiente es una lista de algunos sistemas operativos disponibles para tabletas:
- Android
- Ubuntu Touch
- iOS
- Chrome OS
- Windows
- Fire OS

Hoy en día las tabletas utilizan mayoritariamente un sistema operativo diseñado con la movilidad en mente (iOS, Android y el minoritario Symbian provienen del campo teléfono inteligente, donde se reparten el mercado; MeeGo y HP webOS provienen del mundo de las PDA) dejando de lado los de Microsoft, que están pensados más con el ordenador de escritorio en mente.
Existen también sistemas operativos basados en Android como Fire OS, un sistema operativo móvil basado en Linux Kernel y desarrollado por Amazon para su teléfono Fire y su gama de tabletas Kindle Fire, con un mercado de aplicaciones exclusivo y no vinculado a Google Play.
Es posible encontrar también tabletas provenientes de algunos fabricantes asiáticos con doble sistema operativo, que permite operar en la tableta con diferentes sistemas operativos como Android o Windows según las necesidades del usuario.

## Tabletas infantiles
Son muchas las tabletas que se han desarrollado en los últimos años destinadas específicamente para un público infantil. Estos hardware han surgido de la necesidad de que los más pequeños de la casa puedan utilizar estos dispositivos y que los progenitores puedan estar tranquilos  respecto a los contenidos a los que acceden.  Es indudable el poder educativo de las tabletas. Su aprendizaje es innato debido a que en el contexto todo es táctil y audiovisual. Entre las ventajas que estas ofrecen:
- Se evita que los niños hagan uso de las tabletas de los adultos, no produciéndose desconfiguraciones o acceso a contenidos poco apropiados.
- Incluyen un sistema autoinstalado de control paterno, lo que permite que los adultos puedan revisar todos los contenidos a los que ha tenido acceso el menor.
- Son más resistentes a los golpes (cuentan con protector de silicona o goma EVA).
- Su precio de venta al público suele ser menor que el de una tableta de adultos, pero varía mucho de una tableta a otra, porque no todas tienen las mismas especificaciones técnicas. Ala fecha 2016 se puede encontrar tabletas para niños desde los 50 € hasta los 200 €.[29][30]
- Incluyen programas educativos preinstalados, así como los contenidos adecuados a un público infantil.[31][32][33]
- Sistemas operativos como Android (a partir de la versión 4.3) han añadido la opción de crear un tipo de perfil restringido. Google Play, a diferencia de App Store, no cuenta con una sección dedicada totalmente a los niños.[34]
- Implica mayor libertad a la hora de escoger qué quieren hacer desde la seguridad que comportan.[35]

Algunas de las tabletas más famosas del mercado para público infantil son:
- Superpaquito: es la tableta de Imaginarium (una empresa de productos infantiles). Características: pantalla de 9,7 pulgadas con salida HDMI, 16 GB de disco duro y 1 GB de RAM y sistema operativo Android 4.2.2.[4]
- Meet Tablet: tableta fabricada por Diset. Características: pantalla de 7 pulgadas con salida HDMI, 4 GB de disco duro (ampliable con tarjetas SD) y 514 MB de RAM, sistema operativo Android 4.0, conexión WiFi, funda ergonómica antigolpes incluida, monitorización a través de cualquier ordenador y accesorios variados adicionales.
- Tableta Clan: tableta de Clan (TVE). Características: pantalla de 7 pulgadas con salida HDMI, disco duro de 4 GB (ampliable con microSD, sistema operativo Android 4.0, doble cámara, acceso fácil a los contenidos de Clan TV, permite configurar hasta 8  perfiles de usuario, funda protectora antigolpes incluida, variadas opciones de control parental (y listas negras de sitios web).
- Samsung Galaxy Tab 3 Kids: es una versión de la Samsung Galaxy Tab 3 especialmente adaptada para los pequeños de la casa. Características: pantalla de 7 pulgadas de resolución 1024 × 600 y un dual-core a 1,2 GHz. Cuenta con dos cámaras, delantera de 1,3 MP y trasera de 3 MP y 8 GB de almacenamiento. Se incluye una funda de serie para mejorar el agarre. La batería de 4000 mAh nos asegura que se podrá utilizar a lo largo del día, de 6 a 8 horas. Además, trae un lápiz digital para que los niños puedan dibujar en las aplicaciones especialmente diseñadas para ello.
- FNAC Junior: es la tableta de Fnac para niños. Incluye más de 20 aplicaciones y libros interactivos infantiles. Una tableta pensada para mejorar la capacidad lectora y que se sincroniza con Fnac Books. Características: resolución de 1024×600 en siete pulgadas, dual core a 1,6 GHz, 4000 mAh de batería y Android 4.1 puro.
- Tablet Meep de Diset: de 7 pulgadas y Android 4.0 como sistema operativo. Cuenta con un buen número de aplicaciones ya precargadas como Angry Birds o UNO, juegos, e-books, música y la posibilidad de descargar más en la tienda Meepstore.
- Lexibook Tablet Junior: Es una tableta Android 4.0 de 7 pulgadas, pantalla con resolución 800x480 pixeles, WiFi, 4 GB de almacenamiento y hasta 5 horas y media de duración. Cuenta con control parental avanzado y contenidos educativos y de ocio ya integrados. Tiene 52 actividades como juegos, recetas, manualidades, experimentos científicos, un editor de fotos, canciones y puzles. También contenidos para que aprendan las letras, las formas, los números y los colores de forma divertida.
- Tablet Mi primer Clempad de Clementoni: Es una tableta recomendada para niños de 3 a 6 años, para niños mayores ya encontramos el Clempad Plus. Viene con Android 4.1, pantalla de 7 pulgadas, 4 Gb de memoria, wifi, puerto USB, mini-USB y cámara. Tiene aplicaciones educativas instaladas y control parental para gestionar a cuáles puede acceder el niño. Permite navegar por internet con control de seguridad, hacer y reproducir vídeos, escuchar música a través del MP3 integrado y hacer fotografías.
- SoyMomo Tablet.
- Fire Kids.

## Uso de tabletas en educación
De acuerdo con un reporte de la Unesco de 2013, el aprendizaje a través de dispositivos móviles se define como el uso de dichas tecnologías —incluyendo teléfonos inteligentes, lectores digitales y tabletas— en procesos de aprendizaje, bajo el argumento de que dichas tecnologías ofrecen ‘acceso incomparable a la comunicación y la información’. Dicho reporte también resalta la asequibilidad y funcionalidad de estos dispositivos como elementos de apoyo para los procesos educativos.
Dos elementos que diferencian el aprendizaje a través de dispositivos móviles de otras tecnologías previas son la comunicación y la colaboración, entendidas como el acceso a profesores y otros estudiantes a través de redes sociales y sistemas de mensajería, así como la posibilidad de creación de contenidos de manera conjunta.  

### Uso de tabletas en escuelas primarias
El uso de tabletas entre estudiantes de primaria se enfoca fundamentalmente en la investigación, la búsqueda en línea y la lectura de libros digitales, elementos que fomentan la creación de ambientes de aprendizaje flexibles debido a la naturaleza portátil e interactiva de estos dispositivos. Sin embargo, algunos docentes reportan que el uso de dispositivos electrónicos en clases puede generar distracción entre los estudiantes, agregando que esto puede ser controlado a través de habilidades de manejo de clases.

### Uso de tabletas en escuelas secundarias
A pesar de contar con una muestra limitada compuesta por docentes y estudiantes de escuelas K-12, un estudio de Chou, Block y otros identificó algunos beneficios en el uso de tabletas en escuelas secundarias, incluyendo un incremento en la motivación por parte de los estudiantes, la posibilidad de incluir contenidos actualizados y centrados en los estudiantes, así como mayor tiempo disponible para enseñar y aprender debido al poco tiempo requerido para la preparación de clases mediante estos dispositivos; entre los retos reportados se incluyen la distracción en clases y la necesidad de aplicaciones apropiadas para las clases.

### Uso de tabletas en universidades
Investigadores de la Universidad del Norte de Colorado evaluaron las percepciones de estudiantes que usaban tabletas, encontrando que estos reportaban que los dispositivos facilitaban su aprendizaje al brindarles ‘todo en un solo dispositivo’, refiriéndose al acceso a material educativo, a software para toma de notas y creación de presentaciones, así como comunicaciones instantáneas.

### Uso de tabletas en niños con necesidades educativas especiales
Los beneficios reportados entre educadores de necesidades especiales varían en función de las necesidades atendidas, desde enseñar a leer y escribir a niños con dificultades visuales, hasta incrementar habilidades sociales, organización y comunicación interpersonal entre niños dentro del espectro del autismo. En esta investigación se destaca el papel de la lectura digital —que incluye funciones como soporte auditivo, seguimiento visual palabra por palabra y animaciones visuales— dentro del proceso de adquisición de habilidades.

## Materiales
En poco tiempo veremos tabletas de grafeno, como la desarrollada en el Instituto de Nanotecnología de la Universidad Sungkyunkwan, de Seúl (Corea del Sur), que tendrán un grosor inferior al de un folio, serán flexibles y podrán enrollarse, capaces de recargarse sin baterías externas, solo con la energía solar.